# Świniary (powiat górowski)
Świniary (niem. Altring)  – wieś w Polsce, położona w województwie dolnośląskim, w powiecie górowskim, w gminie Wąsosz.
| SIMC    | Nazwa   | Rodzaj    |
| ------- | ------- | --------- |
| 0377420 | Borowna | część wsi |

W latach 1975–1998 miejscowość położona była w województwie leszczyńskim.

## Historia

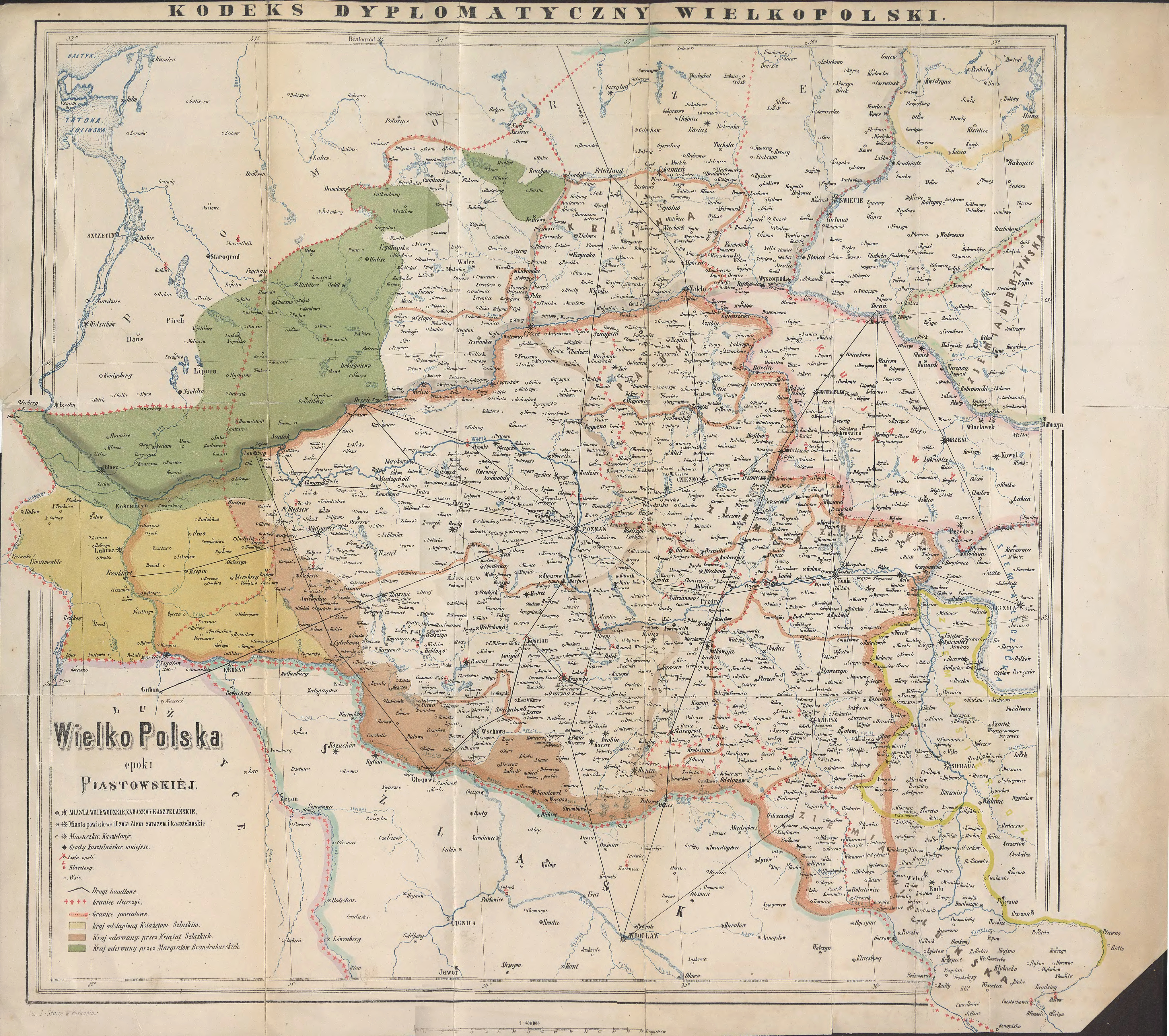
Świniary w granicach Wielkopolski na mapie według Kodeksu dyplomatycznego Wielkopolski.

W księdze łacińskiej Liber fundationis episcopatus Vratislaviensis (pol. Księga uposażeń biskupstwa wrocławskiego) spisanej za czasów biskupa Henryka z Wierzbna w latach 1295–1305 miejscowość wymieniona jest w zlatynizowanej formie Swinari.
Miejscowość początkowo leżała w granicach Wielkopolski. W średniowieczu została zdobyta i w wyniku aneksji przyłączony do Śląska przez książąt śląskich. W 1217 miało miejsce w Sądowlu zawarcie pokoju pomiędzy księciem wielkopolskim Władysławem Laskonogim, a księciem śląskim Henrykiem I Brodatym, w wyniku którego miejscowość przypadła temu ostatniemu .